# Botanophila rotundivalva
Botanophila rotundivalva är en tvåvingeart som först beskrevs av Ringdahl 1937.  Botanophila rotundivalva ingår i släktet Botanophila och familjen blomsterflugor. Arten är reproducerande i Sverige. Inga underarter finns listade i Catalogue of Life.